# USS Pittsburgh (CA-72)
USS Pittsburgh (CA–72) là một tàu tuần dương hạng nặng thuộc lớp Baltimore của Hải quân Hoa Kỳ được chế tạo vào giai đoạn cuối Chiến tranh Thế giới thứ hai. Nguyên được mang tên Albany, nó được đổi tên thành Pittsburgh trước khi hạ thủy, trở thành chiếc tàu chiến thứ ba của Hải quân Mỹ mang cái tên này, theo tên thành phố Pittsburgh thuộc tiểu bang Pennsylvania. Nó đã phục vụ thuần túy tại Mặt trận Thái Bình Dương cho đến khi chiến tranh kết thúc. Được cho xuất biên chế không lâu sau đó, con tàu được huy động trở lại trong giai đoạn Chiến tranh Triều Tiên, nhưng không can dự trực tiếp vào cuộc xung đột. Cuối cùng nó được cho xuất biên chế lần sau cùng vào năm 1956, rút đăng bạ vào năm 1973 và được bán để tháo dỡ vào năm 1974. Pittsburgh được tặng thưởng hai Ngôi sao Chiến trận do thành tích phục vụ trong Thế Chiến II.

## Thiết kế và chế tạo

### Thiết kế
Sau khi những giới hạn về tải trọng của tàu tuần dương hạng nặng do Hiệp ước Hải quân Washington quy định được dỡ bỏ, lớp Baltimore được thiết kế về căn bản dựa trên chiếc USS Wichita, và một phần cũng dựa trên lớp tàu tuần dương hạng nhẹ lớp Cleveland đang được chế tạo. Những chiếc Baltimore có trong lượng choán nước tiêu chuẩn lên đến 14.500 tấn Anh (14.733 t), và trang bị chín khẩu pháo 8 in (200 mm) trên ba tháp pháo ba nòng. So với lớp Wichita, vũ khí phòng không hạng nhẹ tiếp tục được tăng cường: 12 khẩu đội Bofors 40 mm bốn nòng (48 nòng pháo) cùng với 20-28 khẩu Oerlikon 20 mm. Sau Thế chiến II, pháo phòng không 20 mm bị tháo dỡ do kém hiệu quả, và pháo Bofors 40 mm được thay thế bằng pháo 3-inch/50-caliber trong thập niên 1950.

### Chế tạo
Albany được đổi tên thành Pittsburg trước khi được đặt lườn tại xưởng tàu Fore River của hãng Bethlehem Shipbuilding Corporation ở Quincy, Massachusetts vào ngày 3 tháng 2 năm 1943. Nó được hạ thủy vào ngày 22 tháng 2 năm 1944, được đỡ đầu bởi Bà Cornelius D. Scully, phu nhân Thị trưởng thành phố Pittsburgh; và được đưa ra hoạt động tại Boston vào ngày 10 tháng 10 năm 1944 dưới quyền chỉ huy của hạm trưởng, Đại tá hải quân John Edward Gingrich.

## Lịch sử hoạt động

### Chiến tranh Thế giới thứ hai (1945)
Pittsburgh tiến hành huấn luyện dọc theo Bờ Đông Hoa Kỳ và tại vùng biển Caribbe cho đến khi rời Boston vào ngày 13 tháng 1 năm 1945 để nhận nhiệm vụ tại Thái Bình Dương. Sau khi ghé qua Panama và tiến hành các cuộc thực hành tác xạ sau cùng tại vùng biển Hawaii, nó gia nhập Lực lượng Đặc nhiệm 58 tại Ulithi vào ngày 13 tháng 2, được phân về Đội đặc nhiệm 58.2 hình thành chung quanh chiếc tàu sân bay Lexington.

#### Iwo Jima
Lực lượng lên đường vào ngày 10 tháng 2 nhằm chuẩn bị cho việc chiếm đóng Iwo Jima. Các cuộc không kích từ tàu sân bay xuống các sân bay gần Tokyo vào các ngày 16 và 17 tháng 2 đã hạn chế những phản ứng của không lực Nhật Bản đối với cuộc đổ bộ ban đầu vào ngày 19 tháng 2. Ngày hôm đó, máy bay từ đội đặc nhiệm của Pittsburgh đã trực tiếp hỗ trợ các đơn vị Thủy quân Lục chiến chống lại sự kháng cự ác liệt của quân Nhật trên đảo. Các cuộc không kích sau cùng vào khu vực ngoại vi Tokyo vào ngày 25 tháng 2 và xuống Nansei Shoto ngày 1 tháng 3 đã kết thúc chiến dịch này.
Lực lượng đặc nhiệm khởi hành từ Ulithi vào ngày 14 tháng 3 để tấn công các sân bay cùng các cơ sở quân sự trên đảo Kyūshū vào ngày 18 và 19 tháng 3. Phía Nhật phản công lúc bình minh ngày 19 tháng 3, bằng một cuộc không kích vốn đã khiến tàu sân bay Franklin bốc cháy và bị hỏng động cơ. Pittsburgh xông đến để trợ giúp với vận tốc 30 hải lý trên giờ (56 km/h). Sau khi cứu được 34 người trên mặt nước, với sự trợ giúp của tàu tuần dương hạng nhẹ Santa Fe, Pittsburgh thực hiện một chiến công ngoạn mục đối với hải quân khi nối dây cáp để kéo chiếc tàu sân bay đang bùng cháy. Sau đó Pittsburgh bắt đầu nhiệm vụ khó nhọc và chậm chạp kéo chiếc tàu sân bay đến khu vực an toàn, trong khi thủy thủ của chiếc tàu sân nỗ lực nhằm sửa chữa phục hồi động cơ. Hai lần nó đã đánh trả các cuộc không kích của đối phương tìm cách kết liễu Franklin, chiếc tàu tuần dương tiếp tục những nỗ lực của nó cho đến giữa trưa ngày 20 tháng 3, khi Franklin đã có thể cắt dây kéo và di chuyển, cho dù chậm, bằng chính động lực của mình. Trong những ngày căng thẳng đó, Đại tá Gingrich đã thường trực trên cầu tàu chỉ huy liên tục trong 48 giờ.

#### Okinawa
Từ ngày 23 tháng 3 đến ngày 27 tháng 4, Pittsburgh bảo vệ cho các tàu sân bay khi chúng tiến hành không kích chuẩn bị và sau đó hỗ trợ trực tiếp cho cuộc tấn công chiếm đóng Okinawa. Các sân bay đối phương bị tấn công, và lực lượng trên mặt đất nhận được sự hỗ trợ trực tiếp từ các tàu sân bay. Pittsburgh đánh trả các cuộc tấn công của máy bay đối phương và tung các thủy phi cơ trinh sát của mình cứu vớt những phi công bị bắn rơi. Sau khi được tiếp liệu tại Ulithi, lực lượng đặc nhiệm lại xuất phát một lần nữa vào ngày 8 tháng 5 để tấn công Nansei Shoto và phía Nam Nhật Bản trong quá trình tiếp tục giành giật Okinawa.

#### Bị hư hại do bão

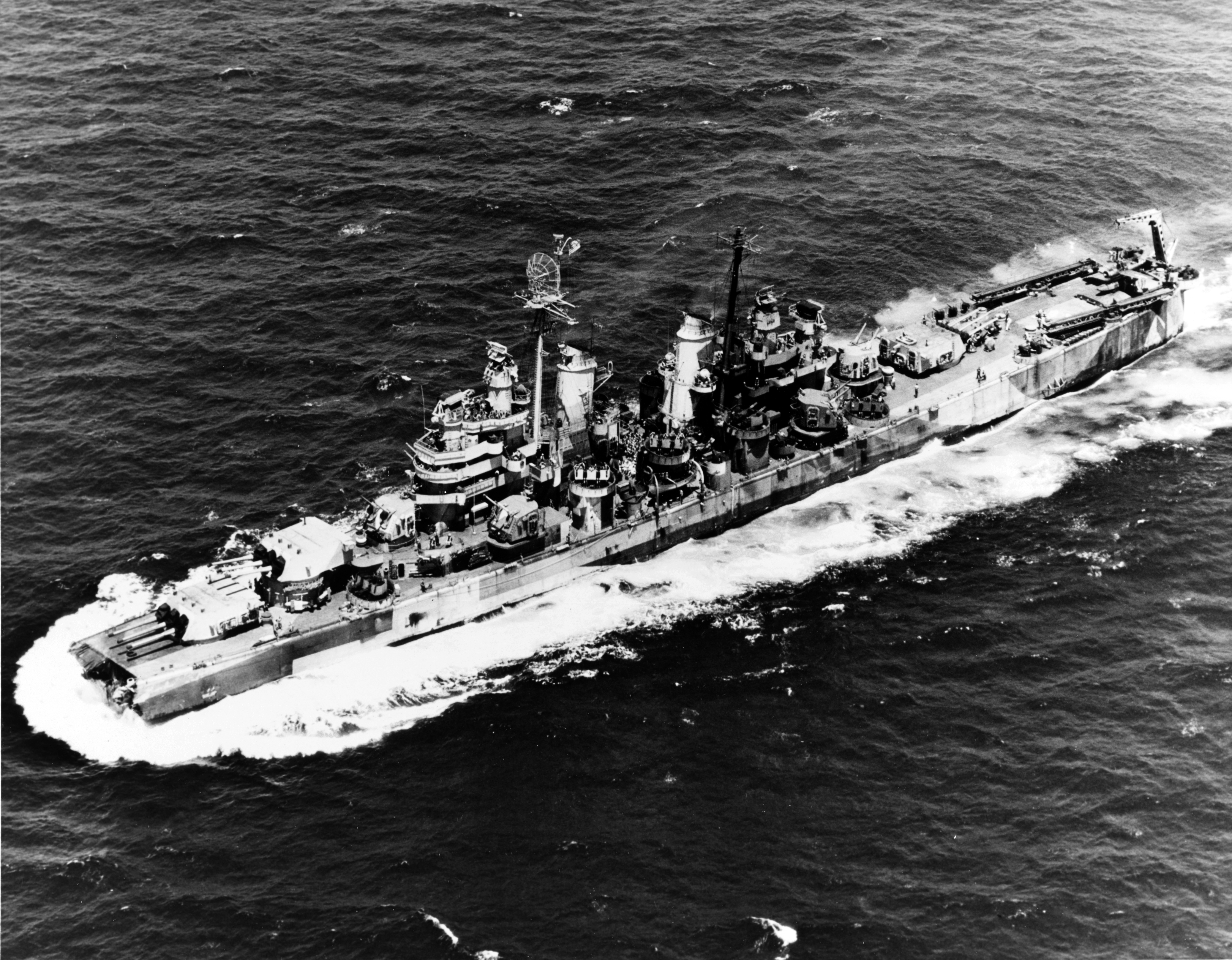
USS Pittsburgh sau cơn bão, bị mất mũi tàu.

Vào ngày 4 tháng 6, Pittsburgh bắt đầu phải chống chọi với một cơn bão, mà vào ngày hôm sau sức gió đã lên đến 70 hải lý trên giờ (130 km/h), tạo ra những con sóng cao đến 100 foot (30 m). Không lâu sau khi chiếc thủy phi cơ trinh sát bên mạn phải bị gió bão nhấc khỏi máy phóng và quật xuống sàn tàu, sàn phía trước của Pittsburgh bị bong ra, cấu trúc mũi tàu bị lật ngược lên và sau đó bị vặn rời ra. Điều kỳ diệu là không có người nào thiệt mạng. Giờ đây thủy thủ đoàn của nó phải chiến đấu cho sự sống còn của con tàu của họ. Vẫn phải tiếp tục chống chọi lại cơn bão, và phải cơ động để tránh phần mũi tàu đang trôi dạt húc phải, Pittsburgh giữ vững được nhờ xoay chuyển động cơ trong khi các vách ngăn phía trước phải chịu đựng áp lực sóng biển. Sau bảy giờ đối phó căng thẳng, cơn bão dịu dần, và Pittsburgh có thể di chuyển với vận tốc 6 hải lý trên giờ (11 km/h) hướng đến Guam, và đến nơi vào ngày 10 tháng 6. Mũi của nó, bị đặt tên lóng là "McKeesport" (theo tên McKeesport, Pennsylvania, một khu vực ngoại ô của Pittsburgh), sau đó được chiếc tàu kéo Munsee vớt được và đưa trở về Guam. Hư hại do cơn bão gây ra cũng khiến con tàu có biệt danh "Con tàu dài nhất thế giới" do hàng ngàn dặm cách biệt giữa đuôi và mũi tàu.
Với một mũi tàu giả, Pittsburgh rời Guam vào ngày 24 tháng 6 hướng về xưởng hải quân Puget Sound, đến nơi vào ngày 16 tháng 7. Đang khi được sửa chữa, Nhật Bản đã chấp nhận đầu hàng vào ngày 15 tháng 8 giúp kết thúc cuộc xung đột. Vì vậy con tàu  được đưa về lực lượng dự bị vào ngày 12 tháng 3 năm 1946 và xuất biên chế vào ngày 7 tháng 3 năm 1947.

### Đại Tây Dương và Địa Trung Hải (1951-1954)
Việc Chiến tranh Triều Tiên nổ ra làm nảy sinh nhu cầu phải tăng cường sức mạnh hải quân; vì vậy Pittsburgh được cho tái hoạt động vào ngày 25 tháng 9 năm 1951 dưới quyền chỉ huy của hạm trưởng, Đại tá Hải quân Preston V. Mercer. Nó lên đường vào ngày 20 tháng 10 băng qua kênh đào Panama, rồi hoạt động huấn luyện ngoài khơi vịnh Guantánamo, Cuba, và được chuẩn bị tại Norfolk cho một đợt phục vụ cùng với Đệ Lục hạm đội, bắt đầu khi nó lên đường vào ngày 11 tháng 2 năm 1952. Quay trở về vào ngày 20 tháng 5, nó tham gia các hoạt động tập trận thường lệ của Hạm đội Đại Tây Dương và các hoạt động khác tại Caribbe.
Pittsburgh lại lên đường vào ngày 1 tháng 12 thực hiện chuyến đi thứ hai đến Địa Trung Hải trong vai trò soái hạm của Phó đô đốc Jerauld Wright, Tổng tư lệnh Lực lượng hải quân Đông Đại Tây Dương và Địa Trung Hải trong một chuyến viếng thăm hữu nghị đến Ấn Độ Dương vào tháng 1 năm 1953. Nó quay trở về Norfolk vào tháng 5 cho một đợt đại tu, rồi lại gia nhập Đệ Lục hạm đội tại Gibraltar vào ngày 19 tháng 1 năm 1954. Một lần nữa nó đưa Đô đốc Wright đến các cảng tại Ấn Độ Dương trong một chuyến viếng thăm khác, kết thúc khi nó quay trở về Norfolk vào ngày 26 tháng 5. Vào mùa Hè năm 1954, nó tham gia các hoạt động dọc theo Bờ Đông và tại khu vực Caribbe. Vào ngày 29 tháng 7 năm 1954, Pittsburgh va chạm với một tàu khác đang khi di chuyển trên sông Saint Lawrence. Hư hại đối với lườn tàu tàu bên trên mực nước nhanh chóng được sửa chữa.

### Thái Bình Dương (1954-1956)
Vào ngày 21 tháng 10 năm 1954, Pittsburgh vượt qua kênh đào Panama để gia nhập Hạm đội Thái Bình Dương, và đặt cảng nhà tại Long Beach, California. Nó lên đường hướng sang Viễn Đông hầu như ngay lập tức, ghé qua Trân Châu Cảng vào ngày 13 tháng 11 và đi đến Yokosuka ngày 26 tháng 11. Nó tham gia Đệ Thất hạm đội trong các cuộc tập trận, và bảo vệ cho việc phòng thủ của lực lượng Trung Hoa dân quốc tại quần đảo Đại Trần khi trợ giúp vào việc triệt thoái binh lính, thường dân và trang bị khỏi nơi đây trong vụ Khủng hoảng eo biển Đài Loan lần 1. Rời Nhật Bản vào ngày 16 tháng 2 năm 1955, nó tiếp tục các hoạt động tại khu vực Bờ Tây Hoa Kỳ cho đến khi được lệnh đi đến xưởng hải quân Puget Sound để chuẩn bị ngừng hoạt động vào ngày 28 tháng 10.

### Ngừng hoạt động và tháo dỡ (1956-1974)
Pittsburgh được đưa về lực lượng dự bị vào ngày 28 tháng 4 năm 1956, và được cho xuất biên chế tại Bremerton, Washington vào ngày 28 tháng 8 năm 1956. Con tàu bị bỏ không tại đây cho đến khi được rút tên khỏi danh sách Đăng bạ Hải quân vào ngày 1 tháng 7 năm 1973; và được bán cho hãng Zidell Explorations Corp. tại Portland, Oregon để tháo dỡ vào ngày 1 tháng 8 năm 1974.

## Phần thưởng
Pittsburgh được tặng thưởng hai Ngôi sao Chiến trận do thành tích phục vụ trong Chiến tranh Thế giới thứ hai.
|  |  | Bronze star · Bronze star |
|  |  |                           |

| Dãi băng Hoạt động Tác chiến         | Huân chương Chiến dịch Hoa Kỳ           | Huân chương Chiến dịch Châu Á-Thái Bình Dương với 2 Ngôi sao Chiến trận |
| Huân chương Chiến thắng Thế Chiến II | Huân chương Phục vụ Chiếm đóng Hải quân | Huân chương Phục vụ Phòng vệ Quốc gia                                   |